# Santiago Rodríguez Bonome
Santiago Rodríguez Bonome (Santiago di Compostela, 1901 – Parigi, 1995) è stato uno scultore spagnolo.

## Biografia

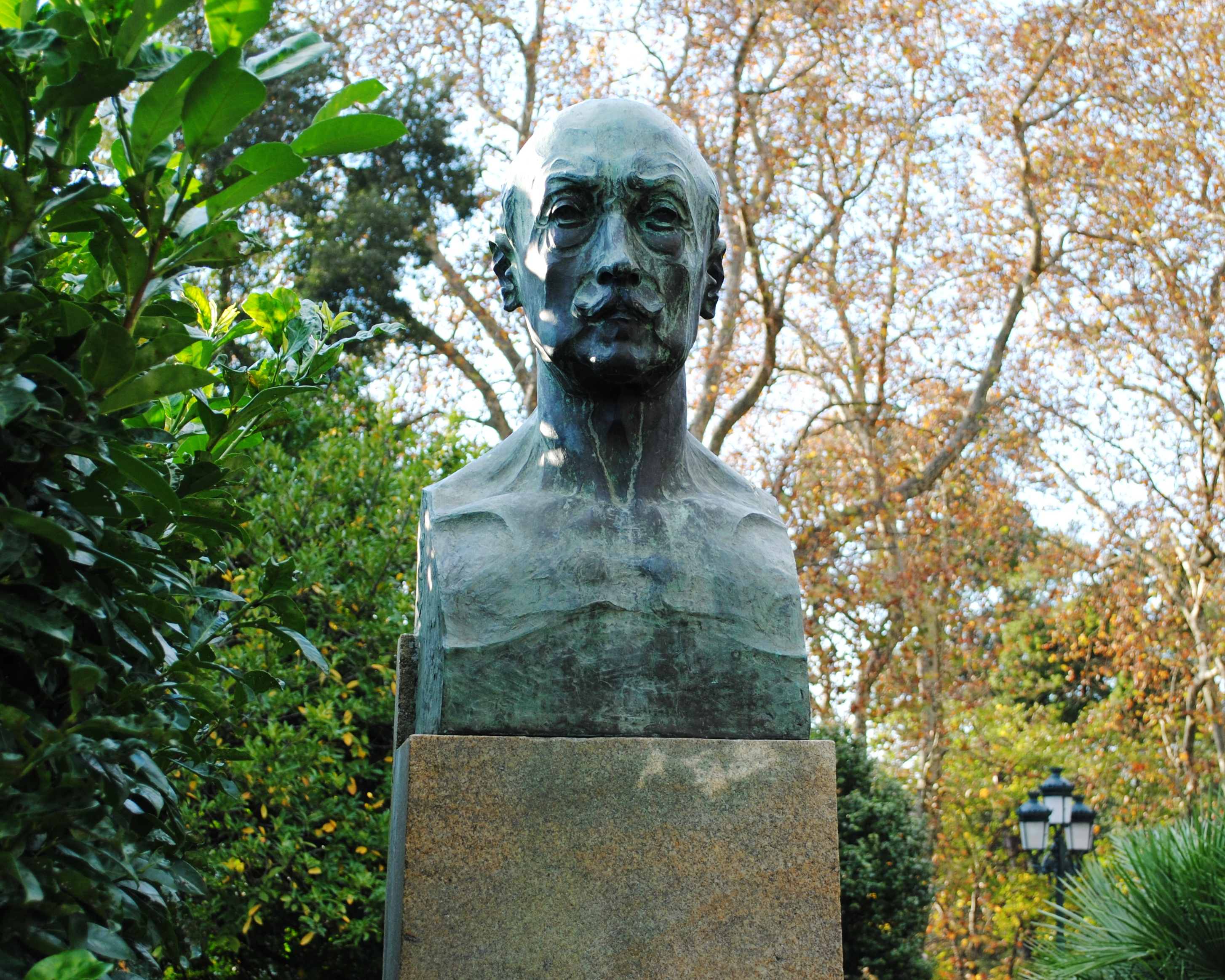
Busto di Fernando Quiñones de León per Santiago Rodríguez Bonome.

Figlio di Evaristo Rodriguez Bréa e di Antonia Bonome Pérez, lavora fin da ragazzo nel laboratorio di ebanista del padre, dove nasce in lui la decisione di dedicarsi alla scultura.
A tredici anni entra nel laboratorio di creazione immagini religiose di José Rivas, ed a diciotto inizia a lavorare in quello di Enrique Carballido.
Nel 1924 parte per Madrid dove espone le sue opere dapprima al Centro di cultura Gallega, poi a Espositione Nazionale e a La Corogne.
Nel 1925, a Buenos Aires la sua arte trova grande apprezzamento e vende ben trenta delle sue opere
Tra il 1926 e 1927 espone a Barcellona, alla Biennale di Venezia, a Monza, dove fa la conoscenza di Pirandello ed infine a L'Avana.
Nel 1929 giunge a Parigi dove, nel 1931, espone presso Leblanc-Barbedienne che diventerà poi il suo gallerista.
Nel 1940 sposa Simone Grottard dalla quale avrà due figlie. La Seconda Guerra Mondiale causerà dei profondi cambiamenti nella vita dell'artista, che dovrà iniziare a creare oggetti decorativi in metallo e ceramica per far vivere la propria famiglia.
Alcune delle sue opere si trovano a Tokyo, a Philadelphia, in Francia, Svizzera, Germania e ovviamente in Spagna, sia nei musei che nelle collezioni private. Tra queste possono essere ricordate: i ritratti dell'ambasciatore spagnolo Quinones de Leon, del Presidente della Repubblica Spagnola in esilio a Parigi Manuel Portela Valladares, dell'architetto Palacios, di Valle Incan, di Isabelle Malet, del pittore Nestor de La Torre, il mausoleo dello scrittore Alejandro Pérez Lugín.